# Malimono
Malimono (Bayan ng Malimono) är en kommun i Filippinerna. Kommunen ligger på ön Mindanao, och tillhör provinsen Surigao del Norte. Folkmängden uppgår till 14 597 invånare.
Malimono är indelat i 14 barangayer.